# Hipotaksa
Hipotaksa – połączenie zdań relacją podrzędną (w przeciwieństwie do parataksy). W zdaniu z hipotaksą istnieją dwie części składowe: nadrzędnik i podrzędnik. Jest przeciwieństwem parataksy. Użyta w tekście świadczy (zazwyczaj) o „literackości” tekstu lub o potencjale intelektualnym mówiącego. Jest charakterystyczna dla stylu pisanego i literatury.

## Spójniki
Spójnikami charakterystycznymi dla hipotaksy są: jako, że ponieważ, aby, skoro, jeżeli, dlatego

## Literackie przykłady hipotaksy
Przykładem literackim na to jest Piosenka o Wicie Stwoszu K.I. Gałczyńskiego:
[MATKA:]
Synku, niebo się chmurzy.

Zasłonię cię od burzy.

Taki wiatr, mój syneczku,

zbójcy chodzą po drogach.

Oj, nie przechodź tą rzeczką.

woda taka głęboka.

(...)

[WIT:]
A tu widzisz? tu Maria

i Jan, i gwiazdki małe,

a te szaty wiatr targa,

bo wiatr też wystrugałem.
Wit używa hipotaksy, matka – parataksy; ponadto dystans pomiędzy tymi dwoma postaciami jest też zaznaczony inaczej.